# Liste der Naturschutzgebiete im Kreis Rendsburg-Eckernförde
Im Kreis Rendsburg-Eckernförde gibt es 17 Naturschutzgebiete.
| Name des Gebietes                     | Bild           | Kennung | WDPA   | Landkreis / Stadt                                         | Beschreibung / Bemerkungen | Standort | Fläche in Hektar | Datum der Verordnung |
| ------------------------------------- | -------------- | ------- | ------ | --------------------------------------------------------- | -------------------------- | -------- | ---------------- | -------------------- |
| Ahrensee und nordöstlicher Westensee  | weitere Bilder | 140     | 162049 | Kreis Rendsburg-Eckernförde                               |                            | Position | 621              | 22.12.1989           |
| Bewaldete Düne bei Noer               | weitere Bilder | 105     | 81393  | Kreis Rendsburg-Eckernförde                               |                            | Position | 47               | 17.07.1981           |
| Bokelholmer Fischteiche               | weitere Bilder | 49      | 81438  | Kreis Rendsburg-Eckernförde                               |                            | Position | 90               | 22.09.1952           |
| Bültsee und Umgebung                  | weitere Bilder | 104     | 81490  | Kreis Rendsburg-Eckernförde                               |                            | Position | 55               | 03.06.1982           |
| Dosenmoor                             | weitere Bilder | 110     | 81548  | Stadt Neumünster, Kreis Plön, Kreis Rendsburg-Eckernförde |                            | Position | 521              | 18.03.1981           |
| Fockbeker Moor                        | weitere Bilder | 184     | 318406 | Kreis Rendsburg-Eckernförde                               |                            | Position | 379              | 03.09.2002           |
| Groß Wittenseer Moor                  |                | 40      | 81761  | Kreis Rendsburg-Eckernförde                               |                            | Position | 15               | 25.02.1942           |
| Hohner See                            | weitere Bilder | 156     | 163756 | Kreis Rendsburg-Eckernförde                               |                            | Position | 364              | 11.01.1995           |
| Kaltenhofer Moor                      | weitere Bilder | 41      | 82032  | Kreis Rendsburg-Eckernförde                               |                            | Position | 54               | 25.02.1942           |
| Methhorstteich und Rümland-Teich      | weitere Bilder | 54      | 82161  | Kreis Rendsburg-Eckernförde                               |                            | Position | 47               | 20.09.1957           |
| Schulensee und Umgebung               | weitere Bilder | 120     | 165468 | Kreis Rendsburg-Eckernförde, Stadt Kiel                   |                            | Position | 69               | 31.07.1986           |
| Schwansener See                       | weitere Bilder | 126     | 165485 | Kreis Rendsburg-Eckernförde                               |                            | Position | 215              | 29.12.1987           |
| Sorgwohld                             | weitere Bilder | 11      | 82605  | Kreis Rendsburg-Eckernförde                               |                            | Position | 36               | 06.11.1936           |
| Spülflächen Schachtholm               | weitere Bilder | 171     | 165633 | Kreis Rendsburg-Eckernförde                               |                            | Position | 121              | 17.01.1995           |
| Tönsheider Wald                       | weitere Bilder | 179     | 165921 | Kreis Rendsburg-Eckernförde                               |                            | Position | 61               | 10.10.1995           |
| Überschwemmungswiesen Jägerslust      | weitere Bilder | 107     | 82744  | Kreis Rendsburg-Eckernförde                               |                            | Position | 14               | 05.10.1982           |
| Wennebeker Moor und Wennebekniederung |                | 141     | 166244 | Kreis Rendsburg-Eckernförde                               |                            | Position | 117              | 19.05.1988           |

## Quelle
- www.schleswig-holstein.de,Liste Naturschutzgebiete (Version vom Januar 2016)
- Common Database on Designated Areas Datenbank, Version 14